# Livermore (Maine)
Livermore – miasto w Stanach Zjednoczonych, w stanie Maine, w hrabstwie Androscoggin.